# Audition at RCA
Audition at RCA (Alternativtitel Lambert & Co.) ist ein Dokumentarfilm von D. A. Pennebaker aus dem Jahr 1964 über den Jazzsänger Dave Lambert und eine Aufnahmesession mit seiner neuen Gruppe für den Produzenten George Avakian in den Studios von RCA Victor.

## Hintergrund
Der Dokumentarfilmer D. A. Pennebaker lernte Dave Lambert über den Tontechniker Bob Van Dyke kennen; Lambert, der gelernter Zimmermann war, half darauf beim Ausbau des neuen Produktionsstudios des Pennebaker-Teams (Drew Associates) in New York City. Der Sänger hatte zu dieser Zeit eine neue Vokalgruppe zusammengestellt und auch mehrere Songs für diese Formation geschrieben. Diese Gruppe Lambert & Co. bestand aus den Sängerinnen und Sängern Mary Vonnie, Sarah Boatner, David Lucas und Leslie Dorsey; sie entstand kurz nach der Auflösung von Lambert, Hendricks and Bavan Anfang 1964.
Lambert beabsichtigte mit der Gruppe Demomaterial aufzunehmen, damit die Songs möglicherweise bei RCA veröffentlicht würden. Pennebaker, der den Produzenten George Avakian schätzte, war einverstanden, diese Aufnahmesession in den RCA Studios (155 East 24th Street) zu filmen. Pennebaker arbeitete dabei mit drei Kameras – eine bediente er selbst, die anderen Nicholas „Nick“ Proferes und Jim Desmond. Während Proferes im Kontrollraum filmte, befanden sich Pennebaker und Desmond bei den Sängern. Pennebakers Kamera fokussierte sich meist auf Sarah Boatner; Desmonds Kamera war stark auf Mary Vonnie ausgerichtet. Laut Pennebaker Erinnerungen gab er dabei keine richtige Regieanweisungen; ähnlich hat er dann auch bei seinem Film über das Monterey Pop Festival (1968) gearbeitet:

„Everyone had a free spirit to go with his gut. Then we’d edit the results later. We never told anyone to do anything for the camera nor did we say a word to them. Sarah took off her shoes on her own, and they moved around in a circle without coaching so Dave could see the musicians.“

Die Gruppe nahm insgesamt zehn Songs auf, Individualist Waltz, Think of Me, Leaving, Old Folks, Comfy Cozy Blow the Man Down, Old Folks und Comfy Cozy, die (bis auf Old Folks) alle von Dave Lambert stammten. Das Vokal-Quartett um Lambert bestand aus bislang unbekannten Sängern, von denen es keiner später zu größerer Bekanntheit in der Jazzszene brachte. Im Film sieht man die Proben und Aufnahmen von Blow the Man Down und Comfy Cozy. Im Studio befanden sich neben den Sängern und der Produktionscrew um Avakian auch drei Begleitmusiker (Moe Wechsler, George Duvivier, Gary Chester) sowie Steve Sholes, damals Leiter der Abteilung für Popmusik bei RCA, und Ben Rosner, ein A&R bei RCA.
Der Film fand nach seiner Fertigstellung keinen Verleih zur Aufführung in den amerikanischen Kinos; er wurde auch von keiner Fernsehstation gesendet. Nach Dave Lamberts Tod im Oktober 1966 wurde er bei einer Trauerfeier im New Yorker Jazzclub Village Gate gezeigt. Durch einen deutschen Fernsehreporter gelangte eine Kopie des Films nach Europa; nach (wohl eher privaten) Aufführungen des Films in Europa wurde nach der entsprechenden Schallplatte nachgefragt, doch RCA Victor hatte sich entschieden, keine Singles bzw. Langspielplatte herzustellen. D. A. Pennebaker erinnerte sich in einem Interview:

„Of course, there was no record, because RCA decided not to make it, and so this whole thing was like a ghost presence, and I loved the songs, but they were never going to be released because nobody was ever going to sing them except David’s little group. So I said in my head that maybe my reason for existing was to make films of people that nobody else was going to make films of because I like the music or I like them or whatever.“

## Rezeption
In Europa wurde Pennebakers Film 1966 von den Cahiers du cinéma positiv rezipiert; „Audition at RCA is a model of technical perfection and of equilibrium in the description“.